# Phylloscartes flavovirens
El  orejerito verdiamarillo o mosquerito verdiamarillo (Phylloscartes flavovirens) también denominado atrapamoscas amarillo verdoso o mosqueta amarilla,  es una especie de ave paseriforme de la familia Tyrannidae perteneciente al numeroso género Phylloscartes . Es endémico del extremo oriental de América Central

## Distribución y hábitat
Se distribuye en el este de Panamá, por las tierras bajas del Pacífico desde la Zona del Canal hasta el este de Darién.
Esta especie es considerada de poco común a localmente bastante común en sus hábitats naturales: el dosel de selvas húmedas de baja altitud y en crecimientos secundarios adyacentes. Entre 900 y 2000 m de altitud.

## Sistemática

### Descripción original
La especie P. flavovirens fue descrita por primera vez por el ornitólogo estadounidense George Newbold Lawrence en 1862 bajo el nombre científico Leptopogon flavovirens; su localidad tipo es: «a lo largo del ferrocarril de Panamá».

### Etimología
El nombre genérico masculino «Phylloscartes» se compone de las palabras del griego «phullon» que significa ‘hoja’, y «skairō» que significa ‘saltar, bailar’; y el nombre de la especie «flavovirens» se compone de las palabras del latín «flavus» que significa ‘amarillo’, y «virens» que significa ‘verde’.

### Taxonomía
Es monotípica.